# Zalai bükköny
A zalai bükköny (Vicia oroboides) a pillangósvirágúak családjába tartozó, Európában honos, üde hegyi erdőkben élő, Magyarországon védett növényfaj. 

## Megjelenése
A zalai bükköny 25-40 cm magas lágyszárú, évelő növény. Levelei összetettek, 1-3 pár levélkével. A levélkék ép szélűek, tojásdadok vagy széles elliptikusak, kihegyesedők, hosszuk 4-8 cm, szélességük 3-4,5 cm; az alsók majdnem kerekdedek. Erezetük egy központi főérből és az ebbel elágazó mellékerekből áll.  
Május-júliusban virágzik. Virágzata 2-8 virágból álló, majdnem szár nélküli fürt. A pillangós virágok 14-19 mm hosszúak, világossárga színűek. 
Termése lapos, ívelt csőrű, 3-4 cm hosszú és 0,7-0,9 cm széles, fekete hüvely. Magjai kicsik, nagyjából kerekek.  

### Hasonló fajok
Levelei a tavaszi lednekéhez hasonlítanak, de annak erezete egy főérből és két, tőből kiinduló mellékérből áll. 

## Elterjedése és életmódja
Európában honos, kelet-alpesi, illír elterjedésű faj. Északkelet-Olaszországban, Dél-Ausztriában, Szlovéniában és Délnyugat-Magyarországon fordul elő. Magyarországon a Zalai-dombságon, az Őrségben, a Zselicben és Belső-Somogyban található meg.  
Hegy- és dombvidéki, üde lombos erdők (bükkösök, gyertyános-tölgyesek, szurdokerdők) lakója kb. 1400 méteres magasságig. Az enyhén meszes talajt preferálja. Hemikriptofita. 

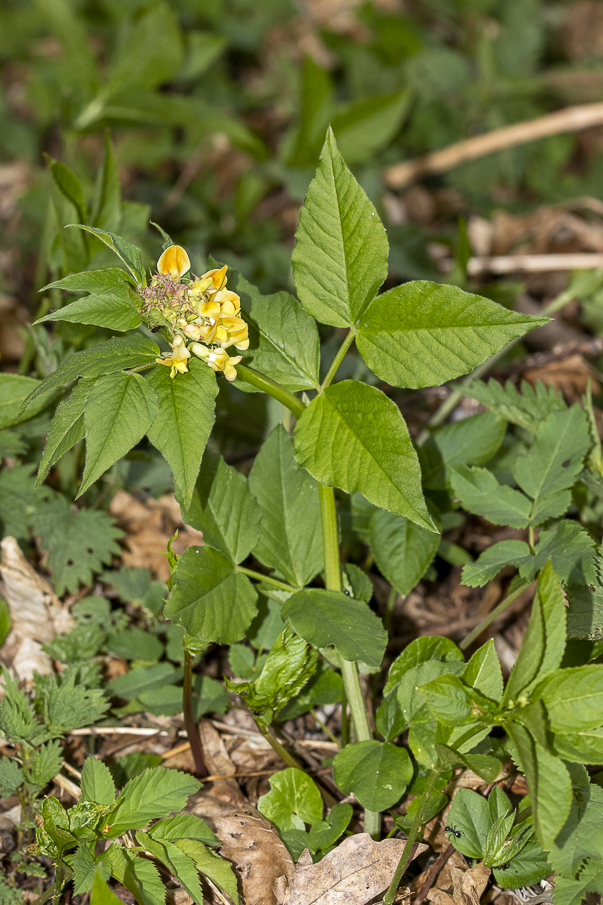
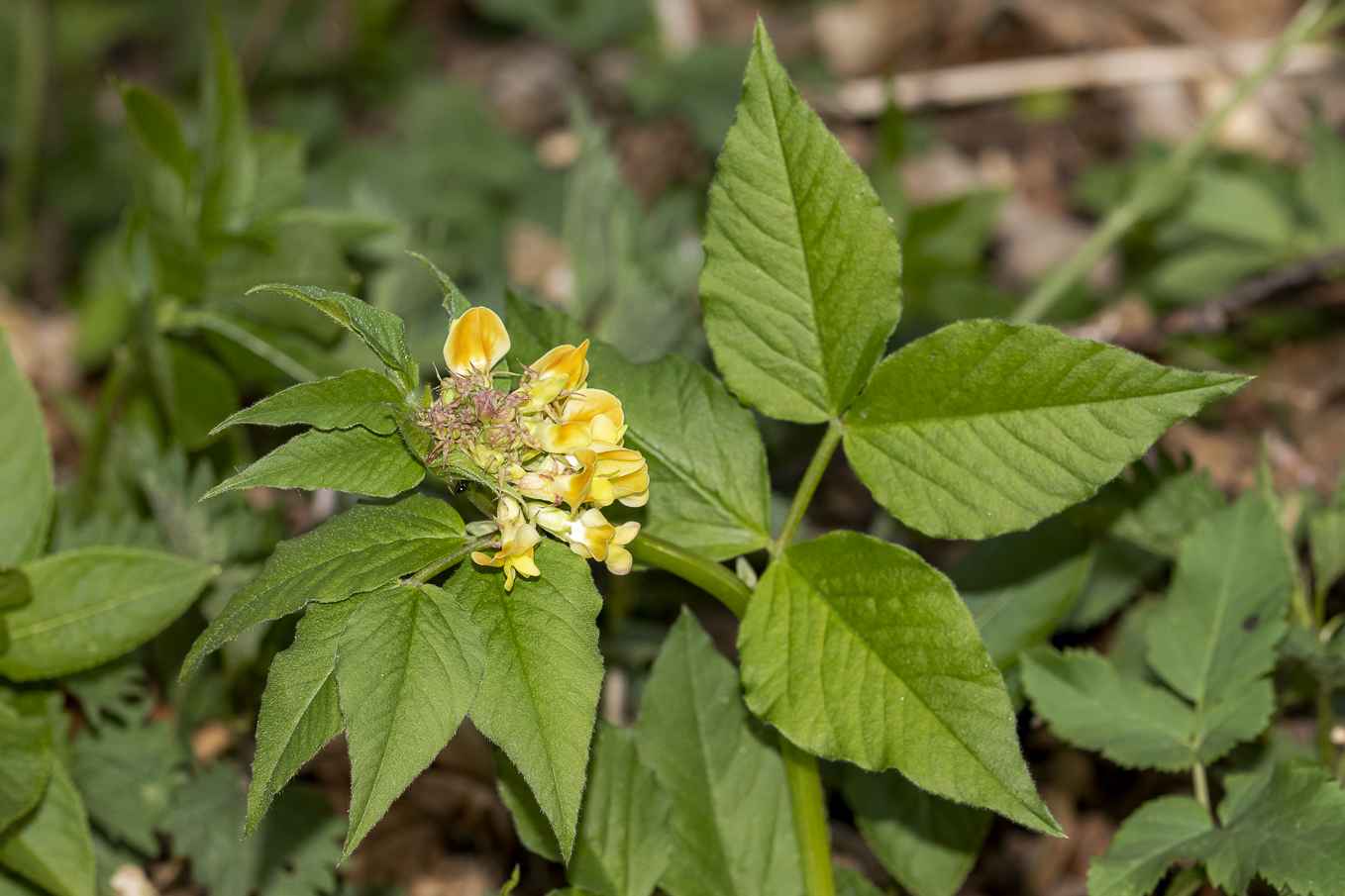
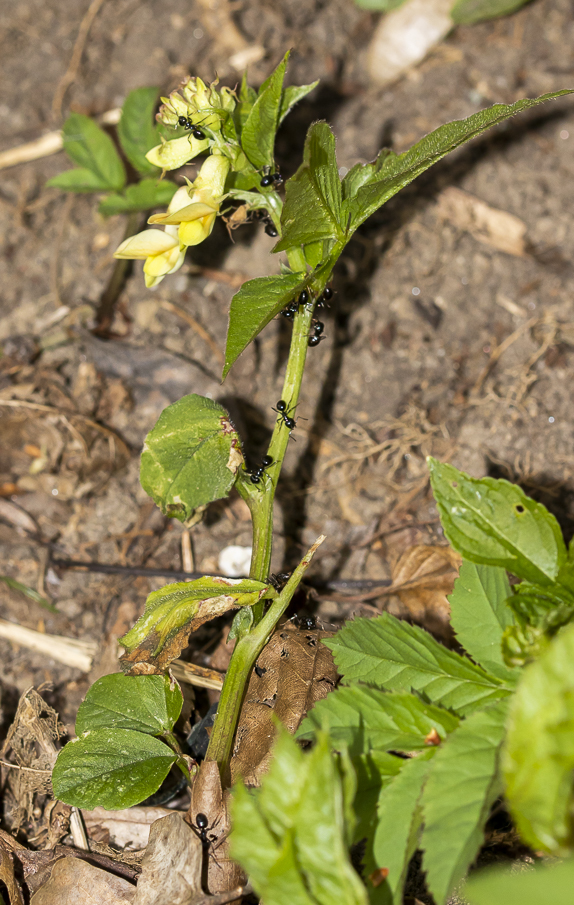
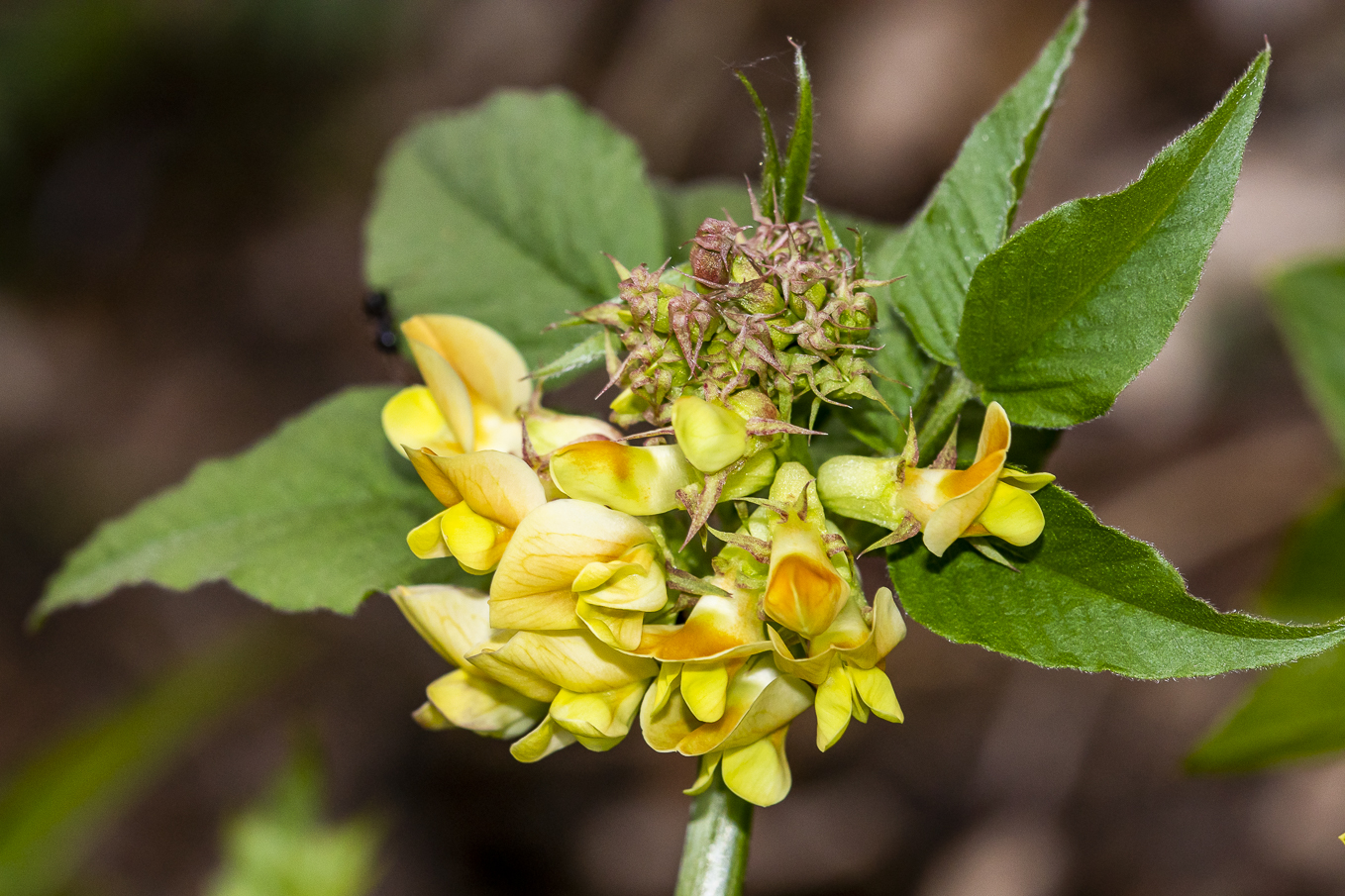
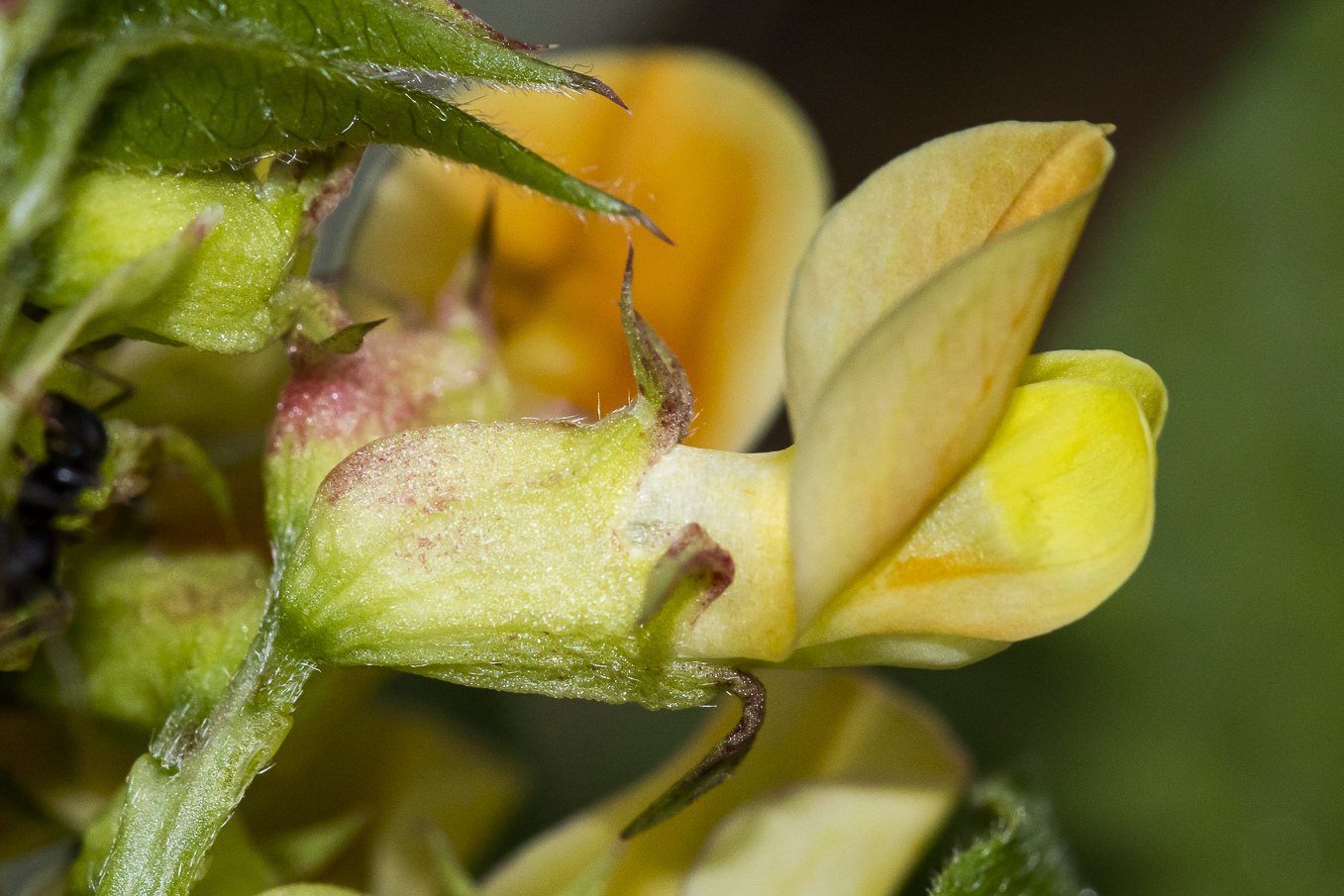